# Xiao Hailiang
Xiao Hailiang (chinesisch 肖海亮, Pinyin Xiào Hǎiliàng, * 24. Januar 1977 in Wuhan) ist ein ehemaliger chinesischer Wasserspringer. Er startete zunächst im Turmspringen und später im 3-m-Kunst- und Synchronspringen. Bei zwei Teilnahmen an Olympischen Spielen gewann er eine Gold- und eine Bronzemedaille.
Xiao Hailiang begann im Alter von fünf Jahren mit dem Wasserspringen. Mit neun Jahren besuchte er eine Sportförderschule, auf der er unter professionellen Bedingungen internationale Klasse erreichte. Im Jahr 1994 errang er schließlich bei seiner ersten großen internationalen Meisterschaft seine erste Medaille. Bei den Asienspielen in Hiroshima gewann er vom 10-m-Turm Silber. Zwei Jahre später nahm Xiao Hailiang in Atlanta an den Olympischen Spielen vom 10-m-Turm teil und gewann die Bronzemedaille. Vier Jahre später startete er erneut bei den Olympischen Spielen. In Sydney startete er diesmal jedoch vom 3-m-Brett und mit Xiong Ni im neu eingeführten 3-m-Synchronspringen. Im Einzel verpasste er als Vierter eine Medaille knapp, gewann dafür aber im Synchronwettbewerb souverän die Goldmedaille. Nach den Spielen beendete Xiao Hailiang seine aktive Karriere.